# Sagebrush

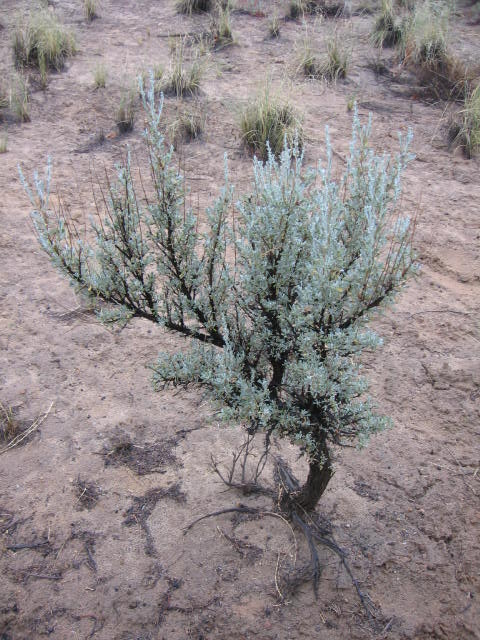
Artemisia tridentata (« big sagebrush »)

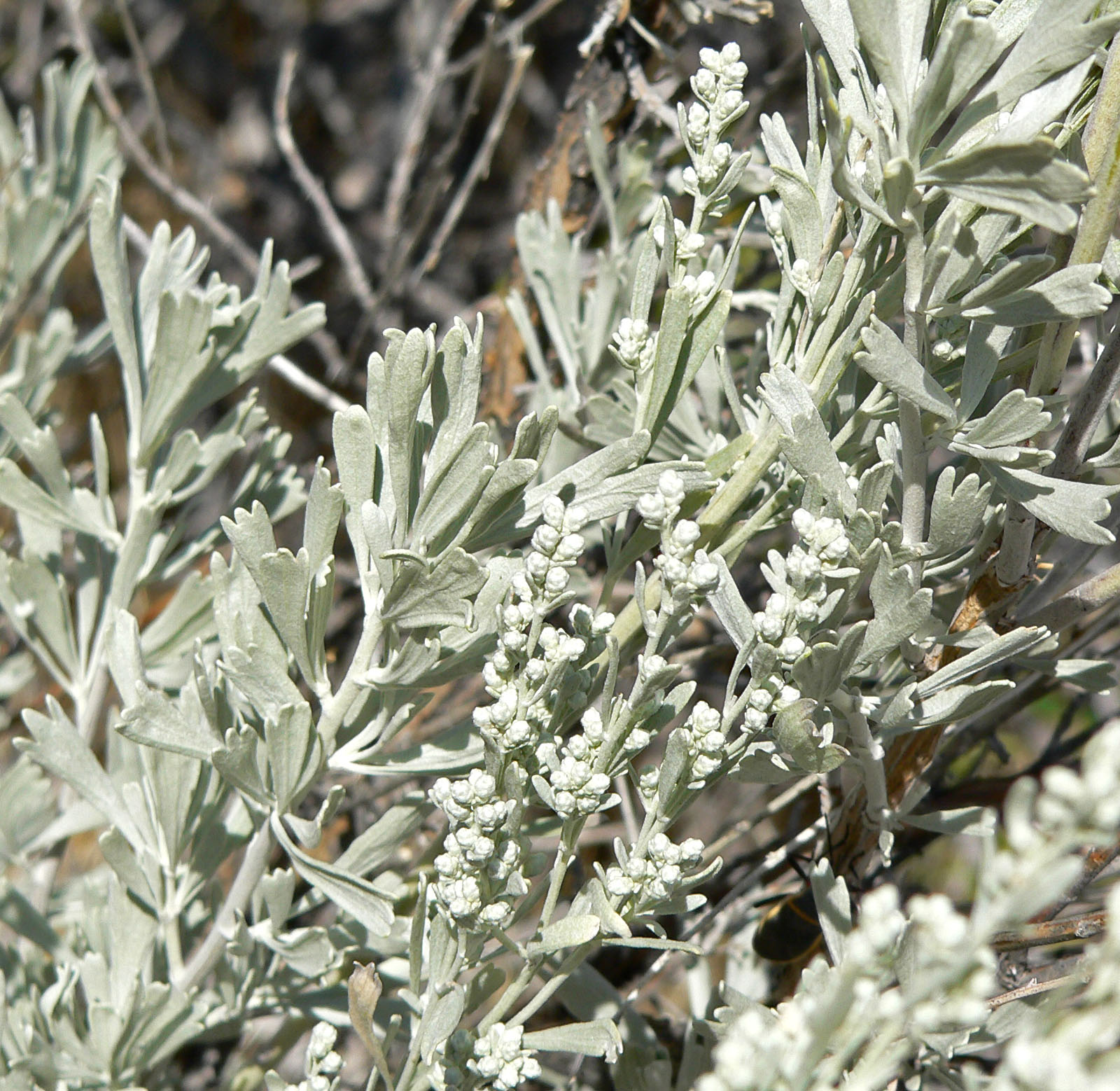
Feuilles et fleurs d’Artemisia tridentata

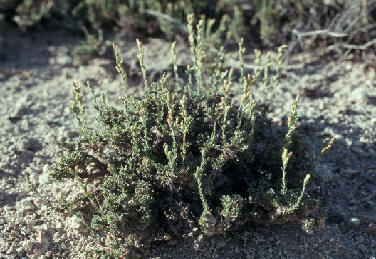
Artemisia pygmaea

Sagebrush est en anglais le nom commun pour certaines variétés de plantes du genre Artemisia,  en français les armoises. En anglais, les armoises sont communément appelées « sagebrush », « mugwort  » ou « wormwood ». Le nom provient de la ressemblance du genre avec la sauge (anglais : sage, Salvia officinalis).
L'armoise la plus connue est l'arbuste Artemisia tridentata, l'armoise tridentée. Les armoises sont originaires de l'Ouest de l'Amérique du Nord. Elles y forment un biome appelé en anglais « Sagebrush scrub », la brousse d'armoises. La Sagebrush steppe (en) est dominée par des brousses d'armoises.
Suit une liste alphabétique de différentes espèces du genre Artemisia, qui sont communément appelées « sagebrush» en anglais ainsi que leur nom scientifique correspondant. Beaucoup de ces espèces sont connues sous plus d'un nom commun, et certains noms communs représentent plus d'une espèce.
- Alpine sagebrush—Artemisia scopulorum [vi]
- African sagebrush—Artemisia afra
- Basin sagebrush—Artemisia tridentata
- Big sagebrush—voir Basin sagebrush
- Bigelow sagebrush—Artemisia bigelovii
- Birdfoot sagebrush—Artemisia pedatifida
- Black sagebrush—Artemisia nova
- Blue sagebrush—voir Basin sagebrush
- Boreal sagebrush—Artemisia arctica
- Budsage—Artemisia spinescens
- California sagebrush—Artemisia californica
- Carruth's sagebrush—Artemisia carruthii
- Coastal sagebrush—see California sagebrush
- Dwarf sagebrush—voir Alpine sagebrush
- Fringed sagebrush—Artemisia frigida
- Gray sagewort—voir White sagebrush
- Island sagebrush—Artemisia nesiotica
- Little sagebrush—Artemisia arbuscula
- Longleaf sagebrush—Artemisia longifolia
- Low sagebrush—voir Little sagebrush
- Michaux sagebrush—Artemisia michauxiana
- Owyhee sagebrush—Artemisia papposa
- Prairie sagebrush—White sagebrush
- Pygmy sagebrush—Artemisia pygmaea
- Ragweed sagebrush—Artemisia franserioides
- Sand sagebrush—Artemisia filifolia
- Scabland sagebrush—Artemisia rigida
- Silver sagebrush—Artemisia cana
- Succor Creek sagebrush—Artemisia packardiae
- Timberline sagebrush—Artemisia rothrockii
- Threetip sagebrush—Artemisia tripartita
- White sagebrush—Artemisia ludoviciana